# Красные Пожни
Красные Пожни — деревня в Красносельском районе Костромской области. Входит в состав Сидоровского сельского поселения.

## География
Находится в юго-западной части Костромской области у правого берега Волги на расстоянии приблизительно 2 км на юго-восток по прямой от районного центра посёлка Красное-на-Волге.

## Палеонтология
Красные Пожни — местонахождение окаменелостей темноспондильных амфибий раннего триасового периода. В разные годы разными авторами описаны найденные здесь образцы Wetlugasaurus, Benthosuchus, Thoosuchus и Angusaurus. Все эти животные обнаружены в нижнеоленёкском подъярусе, хотя их точная стратиграфическая привязка в большинстве случаев не установлена.

## История
Известна с 1620 года как вотчина боярина Федора Ивановича Мстиславского. С 1816 года действует Введенская церковь. В 1872 году здесь было учтено 11 дворов, в 1907 году - 24 двора. Работает колхоз им. Ленина.

## Население
Постоянное население составляло 88 человек (1872 год), 101 (1897), 91 (1907), 5 в 2002 году (русские 100 %), 4 в 2022.